# Scott Winant
Scott Winant (...) è un regista, sceneggiatore e produttore televisivo statunitense.

## Biografia
Membro della Directors Guild of America e della Producers Guild of America, inizia la sua carriera agli inizi degli anni ottanta, producendo alcune produzioni televisive. Dal 1988 al 1991 lavora con supervisore alla produzione e regista di alcuni episodi della serie televisiva thirtysomething, successivamente lavora per la serie My So-Called Life.
Nel 1997 debutta alla regia cinematografica con la commedia sentimentale Solo se il destino, interpretata da Jeanne Tripplehorn, Dylan McDermott e Sarah Jessica Parker. Nel 1996 fonda una sua casa di produzione chiamata Twilight Time Films, con la quale ha realizzato una dozzina di film TV ed altre produzioni televisive. Negli anni successivi ha lavorato principalmente per la televisione, producendo e dirigendo l'episodio pilota della serie Dead Like Me e facendo parte del team creativo di serie come Huff, Carnivàle, Hidden Palms, Californication e True Blood.

## Filmografia parziale

### Regista
- Progetto Eden – serie TV, episodio 1x01 (1994)
- Solo se il destino (1997)
- Dead Like Me – serie TV, episodio 1x01 (2003)
- Carnivàle – serie TV, 2 episodi (2003-2005)
- Huff – serie TV, 7 episodi (2004-2006)
- Hidden Palms – serie TV, 2 episodi (2007)
- Californication – serie TV, 4 episodi (2007)
- True Blood – serie TV, 13 episodi (2008-2014)
- Breaking Bad – serie TV, episodi 3x04-4x11 (2010-2011)
- Better Call Saul – serie TV, episodio 2x03 (2016)
- Sacred Lies – serie TV, 8 episodi (2018-2020)
- Yellowjackets – serie TV, episodio 2x04 (2023)

### Produttore esecutivo
- Huff – serie TV, 24 episodi (2004-2006)
- Hidden Palms – serie TV, 8 episodi (2007)
- Californication – serie TV, 11 episodi (2007)

## Premi e riconoscimenti
- Primetime Emmy Awards
  - 1990 - Migliore regia di una serie drammatica - In famiglia e con gli amici (Thirtysomething), episodio The Go-Between